# آتسوشی آبه
آتسوشی آبه (انگلیسی: Atsushi Abe; ۲۵ مارس ۱۹۸۱ – ) صداپیشه، و راوی اهل ژاپن بود. وی از سال ۲۰۰۶ میلادی تاکنون مشغول فعالیت بوده‌است.
از فیلم‌ها یا برنامه‌های تلویزیونی که وی در آن نقش داشته‌است می‌توان به بدون هیچ ردی اشاره کرد.